# Ørjan Berg
Ørjan Berg (født 20. august 1968 i Bodø, Norge) er en norsk tidligere fodboldspiller (midtbane).
På klubplan spillede Berg størstedelen af sin 20 år lange karriere i hjemlandet, hvor han repræsenterede Bodø/Glimt i sin fødeby samt Rosenborg i Trondheim. Hos sidstnævnte van med til at vinde hele otte norske mesterskaber og tre pokaltitler i en periode, hvor Rosenborg var den ubedstridte magtfaktor i norsk fodbold. Han spillede også i schweizisk og tysk fodbold.
Berg spillede desuden 19 kampe for det norske landshold, som han debuterede for 1. juni 1988 i en venskabskamp mod Irland.

## Titler
Norsk mesterskab
- 1988, 1990, 2000, 2001, 2002, 2003, 2004 og 2006 med Rosenborg

Norsk pokalturnering
- 1988, 1999 og 2003 med Rosenborg